# Карло Паржик
Карло Паржик (Беч, 1887– ?) био је градитељ виолина и оснивач Атељеа за градњу музичких инструмената у Београду. Творац је осцилаторне теорије грађења виолина и са својом ћерком Лидијом Паржик Танасијевић градио је виолине по моделу Страдиварија и Гварнерија дел Гесу.

## Образовање и каријера
Вишу државну реалку и музичку школу завршио је у Трсту 1906. године. Још као ученик почео је да се бави првим радовима на реконструкцији виолина. После осамнаест година истраживања и учења о виолинама, изградио је у Загребу своју прву виолину 1922. године. По савету професора Вацлава Хумла, који је охрабрио овај његов рад, наставља са прављењем виолина. У Беч одлази 1923. године, где добија прва писмена признања о својој умештности у изради виолина. Био је похваљен од стране најстручнијих људи из бечке академије. Исте године одлази на даље школовање у Лондон, где се упознао са старим италијанским виолинама.
По повратку из Беча, Паржик се настањује у Београду где наставља свој рад. Све виолине које је направио до 1938. године служиле су му за експерменте, како би дошао до основних поставки једног новог вибрационог система. Иако су резултати вибрационе теорије били добри и иако је добијао похвале и признања од многих стручњака, Карло Пиржик није био сасвим задовољан, па је и даље неуморно радио на усавршавању свог знања.
Прве две виолине које је израдио после 1945. године успеле су да задовоље његове критеријуме. Ове виолине су се одлично пласирале и у Француској. У жељи да провери вредност својих завршних теоретских поставки, за наредну виолину је употребио мекано дрво, добијено из Шведске. Ова виолина, која је у Бечу 1949. године добила признање од чувеног виолинисте Шнајдерхана, најбоље је показала егзакност Паржикове теорије. У својој каријери, Карло Паржик је израдио много виолина, на којима су свирали неки од најпознатијих домаћих и страних уметника.